# Warneckea urschii
Warneckea urschii är en tvåhjärtbladig växtart som först beskrevs av Joseph Marie Henry Alfred Perrier de la Bâthie, och fick sitt nu gällande namn av Jacq.-fél.. Warneckea urschii ingår i släktet Warneckea och familjen Melastomataceae. Inga underarter finns listade i Catalogue of Life.